# Komodo IDE
Komodo IDE é um ambiente de desenvolvimento integrado (IDE) para linguagens de programação dinâmicas, cujo foi criado em maio de 2000. Muitas das características do Komodo vieram de um interpretador embutido Python.
Komodo IDE usa base de código da Mozilla e Scintilla uma vez que partilham diversas funcionalidades e suportam as mesmas linguagens (incluindo Python, Perl, PHP, Ruby, Tcl, SQL, Smarty, CSS, HTML e XML) e operating systems (Linux, OS X, e Windows). A componente de edição é implementada usando a interface Netscape Plugin Application Programming Interface (NPAPI), com a vista Scintilla embutido na interface da linguagem XML User Interface Language (XUL) da mesma forma como se fosse um plugin web.
Komodo IDE tem um equivalente de código aberto chamado Komodo Edit. Ambos partilham muita da mesma base de código, sendo que Komodo IDE contém as funcionalidades IDE mais avançadas tais como depuração, teste, etc.
Tanto o Komodo Edit como o IDE suportam customização por parte do utilizador através de plug-ins e macros. Os plugins Komodo têm como base os Mozilla Add-ons e as extensões podem ser pesquisadas, descarregadas, configuradas, instaladas e actualizadas a partir de qualquer aplicação. Algumas extensões disponíveis são o inspector Document Object Model (DOM), funcionalidades pipe, suporte adicional de linguagem e melhorias de interface de utilizador.
Komodo IDE tem funcionalidades tais como suporte de depurador integrado, visualizador DOM, shells interactivas, controlo de integração de código fonte bem como a possibilidade de seleccionar o motor usado para correr expressões regulares, garantindo assim a compatibilidade com o desenvolvimento final. A versão comercial também dá acesso a visualização de código, um explorador de base de dados, colaboração, suporte para muitos sistemas de controlo de código populares, entre outros. Estão disponíveis na versão gratuita através do sistema de plugins do Komodo Edit, implementações independentes de algumas destas características, tais como o editor de base de dados, suporte git e acesso remoto por FTP.